# Joseph Arago
Pour les articles homonymes, voir Arago.
Joseph, Honoré Arago, devenu José Arago, né le 2 juin 1796 à Estagel (Pyrénées-Orientales) et mort le 19 septembre 1860 à Tacubaya au Mexique, est un militaire français et mexicain.

## Biographie

### Famille
Joseph Arago est le neuvième enfant de Marie et François Bonaventure Arago.

### Carrière militaire
Il sert dans la Grande Armée puis est licencié en 1815. Il reprend du service en 1818, participe à la guerre d'Espagne de 1823 à 1825, monte en grade et devient lieutenant.
En octobre 1827, il part pour le Mexique rejoindre son frère Jean Arago, colonel dans l'armée mexicaine. Sur les recommandations de celui-ci, il est intégré dès 1828 au grade de lieutenant. Après deux ans de permission pour ennuis de santé, il est promu capitaine de cavalerie en 1832, alors qu'il est en poste à Veracruz sous les ordres du général Santa Anna. En 1836, il se marie, devient en 1840 aide de camp du Président du Mexique, Anastasio Bustamante, qui le nomme chef d'escadron. Les multiples changements à la tête du Mexique n'ont pas d'incidence sur sa carrière, mais celle-ci est plusieurs fois interrompue par des congés qu'il doit prendre pour soigner sa santé fragile. Il la finit au grade de colonel. Il souffre de diabète et devient aveugle, comme plusieurs autres membres de sa famille (dont ses frères François et Jacques Arago). En 1852, déjà malade, il obtient le commandement du fort de Perote, près de Veracruz. Avec l'accession au pouvoir de Benito Juárez et le début de la Guerre de Réforme en 1858, une période de confusion s'ensuit. Joseph Arago est alors accusé à tort d'avoir voulu rendre le fort aux partisans de Félix María Zuloaga. Condamné à mort, il frôle le peloton d'exécution puis, innocenté, récupère son poste. Il meurt en 1860 à Tacubaya.

## Pour approfondir